# Märsön
Märsön is een plaats en eiland in de gemeente Enköping in het landschap Uppland en de provincie Uppsala län in Zweden. De plaats heeft 195 inwoners (2005) en een oppervlakte van 150 hectare. Het eiland Märsön is gelegen in het Mälarmeer tussen de steden Enköping en Strängnäs. Hoewel de plaats geheel in de gemeente Enköping ligt, ligt het eiland voor een gedeelte in de gemeente Strängnäs. Het eiland is via de Hjulstabrug verbonden met het vasteland.